# Old, Baranya
Old este un sat în districtul Siklós, județul Baranya, Ungaria, având o populație de 355 de locuitori (2011). 

## Demografie
Componența etnică a satului Old
     Maghiari (71,35%)
     Romi (28,65%)
Componența confesională a satului Old
     Romano-catolici (55,77%)
     Reformați (14,37%)
     Fără religie (1,97%)
     Necunoscută (27,89%)
     Alte religii (0,85%)
Conform recensământului din 2011, satul Old avea 355 de locuitori. Din punct de vedere etnic, majoritatea locuitorilor (71,35%) erau maghiari, cu o minoritate de romi (28,65%).  Din punct de vedere confesional, majoritatea locuitorilor (55,77%) erau romano-catolici, existând și minorități de reformați (14,37%) și persoane fără religie (1,97%). Pentru 27,89% din locuitori nu este cunoscută apartenența confesională.